# Könsbytare
Könsbytare kallas individer inom de arter vars kön är plastiskt, dvs att individerna kan byta kön under sin livstid. Det finns många exempel på detta.
En del djur föds som honor och utvecklas till hanar när de blir äldre och en del djur föds som hanar och utvecklas till honor när de blir äldre. En del djur byter kön så att populationen de lever i får en jämn könsfördelning.